# 李田楼镇
李田楼镇，是中华人民共和国山東省菏泽市单县下辖的一个乡镇级行政单位。

## 行政区划
李田楼镇下辖以下地区：
李田楼村、王刘楼村、王河口村、老龙窝村、丁庙村、马庄村、齐楼村、杨大庄村、杨洼村、黄李庄村、贺庄村、吴老家村、安德村、陈线庄村、田庙村、南杨庄村、吴庙台村、邵庄村、胡庄村、赵都寺村、魏牌坊村、陈蛮庄村、谢楼村和廉庄村。